# Chalencon

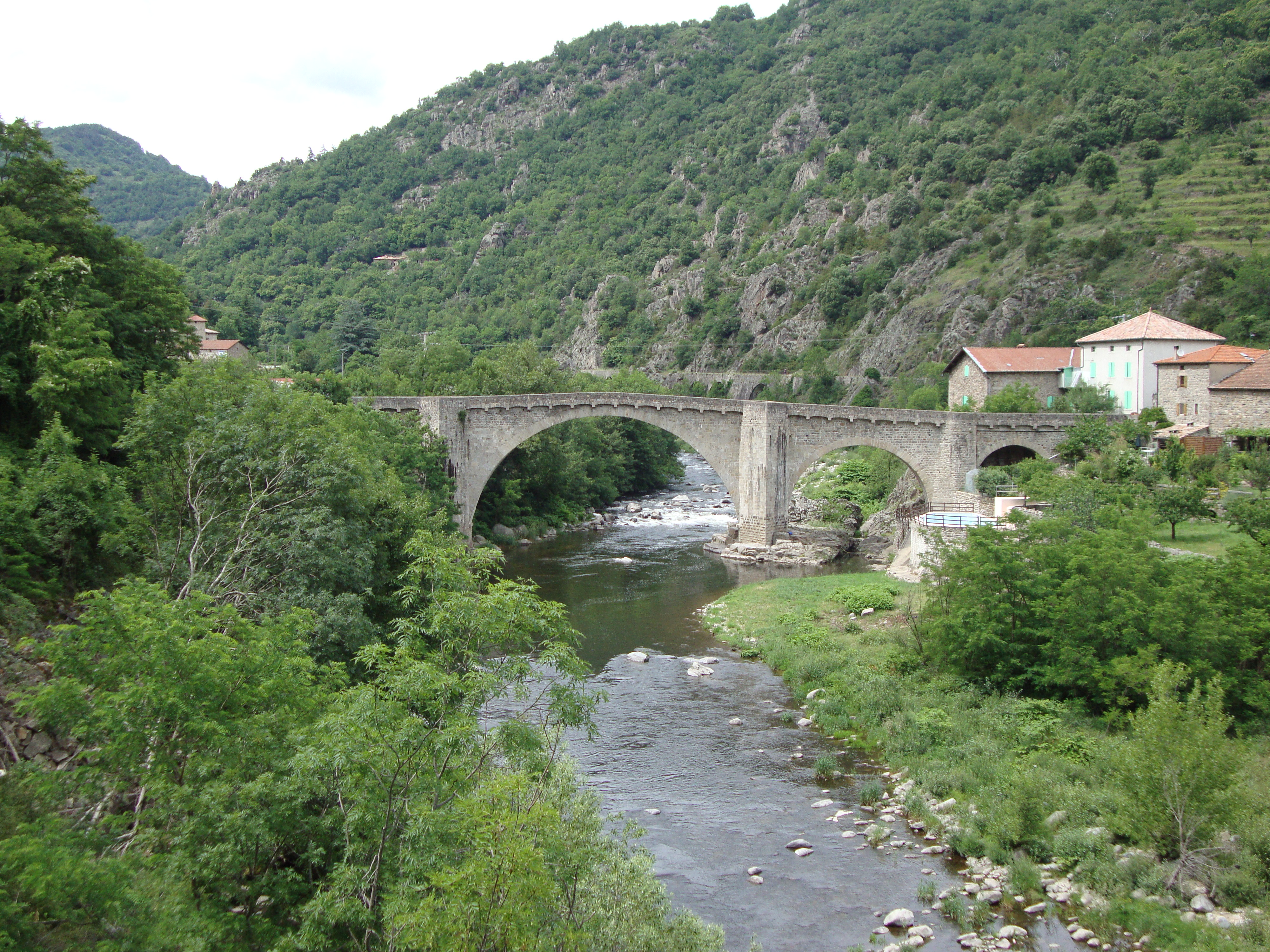
Most na rzece Eyrieux (2010)

Chalencon – miejscowość i gmina we Francji, w regionie Owernia-Rodan-Alpy, w departamencie Ardèche.
Według danych na rok 1990 gminę zamieszkiwało 309 osób, a gęstość zaludnienia wynosiła 33 osoby/km² (wśród 2880 gmin regionu Rodan-Alpy Chalencon plasuje się na 1320. miejscu pod względem liczby ludności, natomiast pod względem powierzchni na miejscu 1173.).